# Государственные символы Приднестровской Молдавской Республики
Государственными символами непризнанной Приднестровской Молдавской Республики, согласно закону «О государственной символике Приднестровской Молдавской Республики», являются государственный флаг, государственный герб и государственный гимн Приднестровской Молдавской Республики.

## Флаг

Государственный флаг Приднестровской Молдавской Республики

Государственный флаг Приднестровской Молдавской Республики представляет собой прямоугольное полотнище двухсторонне красного цвета. Посередине полотнища каждой стороны во всю его длину располагается полоса зелёного цвета. В левом углу верхней части полосы красного цвета располагается основной элемент герба Приднестровской Молдавской Республики — серп и молот золотистого цвета с красной пятиконечной звездой, обрамленной каймой золотистого цвета.

## Герб
Герб представляет собой изображение скрещенных серпа и молота, символизирующих единство рабочих и крестьян, в лучах солнца, восходящего над Днестром, обрамлённых по окружности гирляндой из колосьев и початков кукурузы, фруктов, виноградных гроздей и лоз, листьев, перевитых красной лентой с надписями на перевязи на трёх языках:

Государственный герб Приднестровской Молдавской Республики

- на левой стороне — рус. «Приднестровская Молдавская Республика»;
- на правой стороне — укр. «Придністровська Молдавська Республіка»;
- на средней части — молд. «Република Молдовеняскэ Нистрянэ».

В верхней части между сходящимися концами гирлянды изображена пятиконечная красная звезда с золотистыми гранями. Изображения серпа и молота, солнца и его лучей золотистого цвета, колосья тёмно-оранжевые, початки кукурузы светло-оранжевые, а её листья тёмно-жёлтые. Фрукты оранжевого цвета с розовым отливом, средняя гроздь винограда синего, а боковые — янтарного цвета. Стилизованная лента Днестра голубого цвета с белой волнистой линией в середине по всей длине. Рисующий контур элементов — коричневый.

## Гимн
Государственным гимном Приднестровской Молдавской Республики является музыкально-поэтическое произведение, созданное на основе музыки Б. Александрова, на слова Б. Парменова, Н. Божко, В. Пищенко с переводом на официальные языки (молдавский и украинский). Государственный гимн Приднестровской Молдавской Республики может исполняться в оркестровом, хоровом, оркестрово-хоровом либо ином вокальном и инструментальном варианте. При этом могут использоваться средства звуко- и видеозаписи, а также средства теле- и радиотрансляции. Государственный гимн Приднестровской Молдавской Республики должен исполняться в точном соответствии с утвержденными музыкальной редакцией и текстом, в случаях, предусмотренных настоящим Законом. Иные музыкальные редакции и тексты (переводы) указанного произведения Государственным гимном Приднестровской Молдавской Республики не являются.